# 取樣 (音樂)
在音乐制作和电子音乐领域，采样（英文：sampling）指引取现存录音的一部分作为一种音色或片段，直接或经过处理、重建再运用在新的作品里。嘻哈音乐是第一种基于取样艺术而崛起的音乐，它诞生于七十年代一系列盘主尝试用两台唱机和混音器作出新的创作。